# Puente Centenario
Die Puente Centenario (deutsch: Jahrhundertbrücke; englisch: Centennial Bridge) ist eine Schrägkabelbrücke über den Panama-Kanal.
Die im Jahr 2004 eingeweihte Brücke liegt am Culebra Cut, nahe der Pedro-Miguel-Schleuse, 15 Kilometer nördlich der Puente de las Américas und 22 Kilometer von Panama-Stadt entfernt. Die wichtigste Straßenverbindung über den Kanal ist die bekannte Panamericana.

## Einzelheiten

### Planung und beteiligte Unternehmen

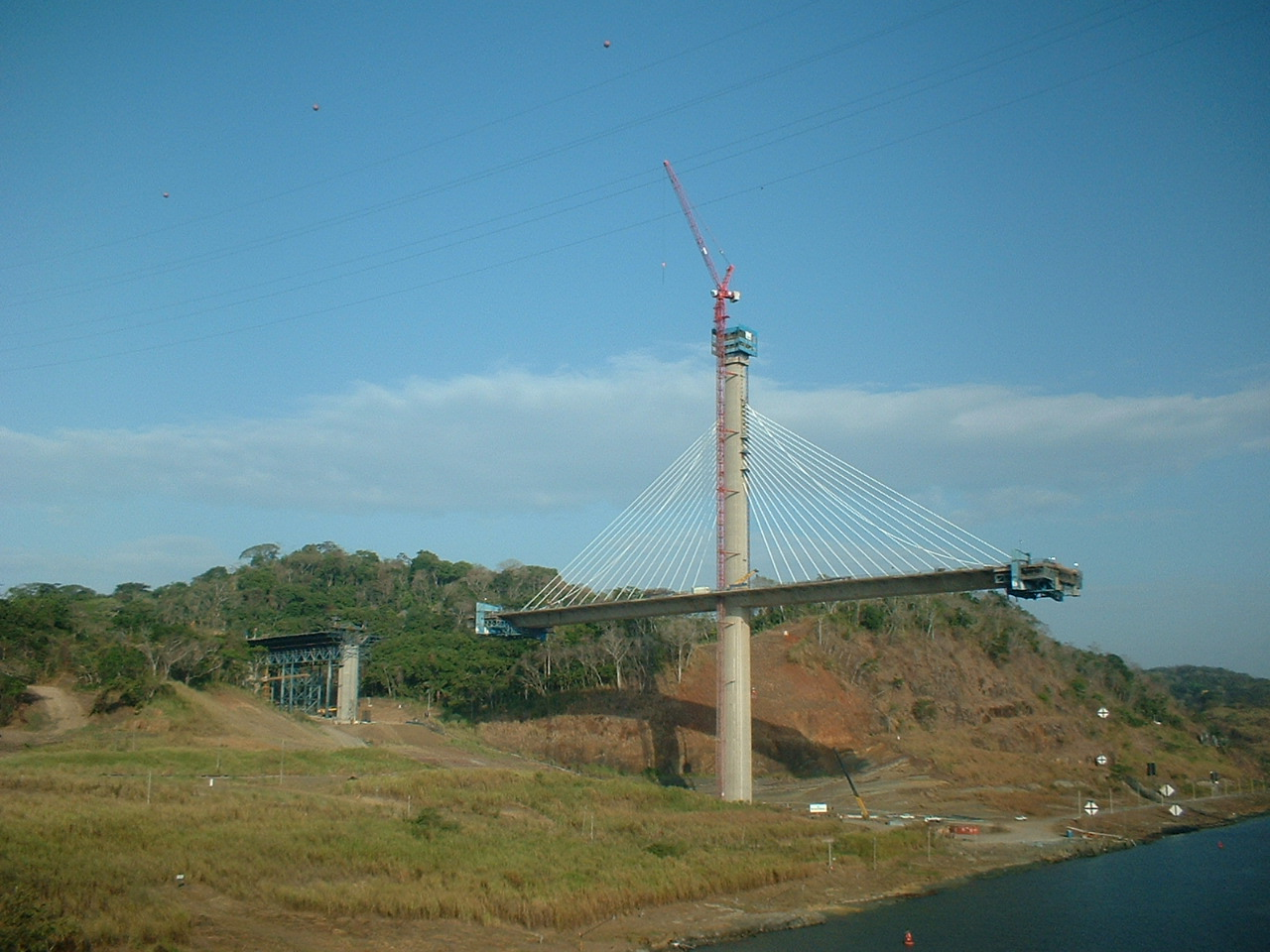
Bau der Brücke im Jahr 2003

Das Panamaische Ministerio de Obras Públicas (MOP, deutsch: Ministerium für öffentliche Bauten) begann im November 2000 mit einer Ausschreibung für den Bau einer neuen Kanalquerung. Das Bauwerk sollte in 29 Monaten fertiggestellt werden, um zum 90. Jubiläum der ersten Schiffspassage 1914 am 15. August 2004 eingeweiht werden zu können. Im März 2002 wurde einem Konsortium aus TY Lin International und der Louis Berger Group der Auftrag für den Entwurf zugeschlagen. Die Ausführungsplanung wurde nach Meinungsverschiedenheiten zwischen TY Lin und dem MOP an das Büro Leonhardt, Andrä und Partner vergeben. Der eigentliche Bau oblag der Bilfinger Berger Ingenieurbau GmbH in Zusammenarbeit mit der australischen Tochtergesellschaft Baulderstone Hornibrook. Die Kabel lieferte Freyssinet International, den Baustahl URSSA. Das Projektmanagement und weitere Kontrollaufgaben hatte COWI Consulting Engineers and Planners AS aus Dänemark.

### Die Brücke

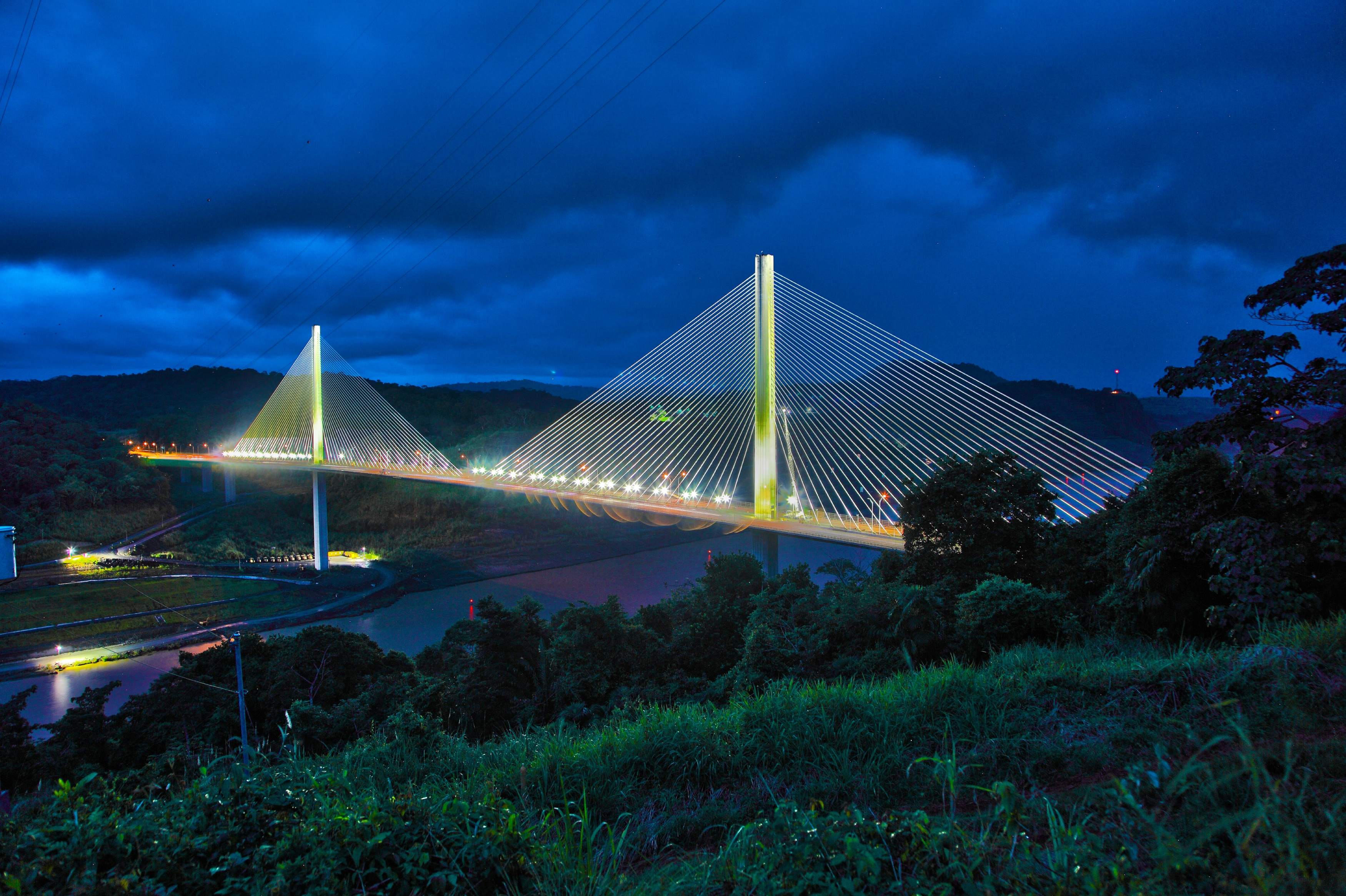
Die Jahrhundertbrücke bei Nacht

Die Puente Centenario ist eine 34,10 Meter breite sechsstreifige Schrägkabelbrücke mit einer Gesamtlänge von 1052 Metern. Die Hauptspannweite der Brücke über den Panamakanal beträgt 420 Meter mit einer freien Durchfahrtshöhe von 80 Metern. Die Fahrbahn aus Betonkastenträgern wird von Stahlkabeln an zwei 184 Meter hohen Betonpylonen getragen. Um die Brücke zu erstellen, wurden rund 66.000 m³ Beton, 12.000 Tonnen Stahlarmierung zuzüglich 1000 Tonnen Stahlkonstruktionsteile sowie 1400 Tonnen an Kabeln verarbeitet. Beim Bau fielen Erdarbeiten in einem Umfang von rund 100.000 m³ an. Nach 27 Baumonaten war die Brücke fertiggestellt und am 15. August 2004 wurde sie wie geplant eingeweiht.

### Finanzierung
Das Kapital zum Bau der Brücke von rund 120 Millionen US-Dollar wurde von der panamaischen Regierung aufgebracht. Dazu wurde unter anderem ein Kredit über 50 Millionen US-Dollar von der European Investment Bank (EIB) aufgenommen. Dieser ist auf eine Rückzahlung von 20 Jahren mit fünfjährigem Tilgungsaufschub ausgelegt und durch die Europäische Gemeinschaft verbürgt.